# Pandane to tamago hime
Pandane to tamago hime (パン種とタマゴ姫?, Pandane to tamago hime, lett. "Il lievito e la principessa uovo") è un cortometraggio d'animazione giapponese del 2010, scritto e diretto da Hayao Miyazaki.
Il cortometraggio è un'esclusiva del Museo Ghibli, luogo dove è stato proiettato giornalmente a partire dal 20 novembre 2010 fino al 22 maggio 2011.